# Teller (Alaska)
Teller (Inupiaq: Tala) ist eine Stadt im Nome Census Area in Alaska, USA. 2020 hatte sie 249 Einwohner.
Der Ort liegt auf der südlichen Hälfte der als Nook bezeichneten Nehrung, die Port Clarence und Grantley Harbour trennt. Teller liegt 116 km nordwestlich von Nome auf der Seward-Halbinsel.

## Geschichte
Die Inupiat hatten Anfang des 19. Jahrhunderts ein Fischfanglager namens Nook 32 km südlich von Teller. Frederick William Beecheys Expedition von 1825 bis 1828 fand am 1. September 1827 am Ort des heutigen Teller drei Lager mit insgesamt etwa 400 Einwohnern sowie ein Winterlager und einen Friedhof.
1866/1867 verbrachte eine Western-Union-Expedition den Winter im heutigen Teller, man nannte den Ort „Libbyville“ oder „Libby Station“. Als die USA in Alaska die Rentierzucht einführten, gab es hier von 1892 bis 1900 eine Rentierstation. Diese Station wurde 1892 von Sheldon Jackson nach dem Senator Henry Moore Teller benannt.
Die Ortschaft Teller selbst wurde 1900 gegründet, nachdem die Bluestone Placer Mine 25 km südlich entdeckt worden war. In den frühen Jahren hatte Teller eine Bevölkerung von etwa 5000 Menschen und war ein wichtiges Handelszentrum. Ureinwohner aus Diomede, Wales, Mary’s Igloo und King Island kamen hierher um zu handeln.
Das Luftschiff Norge landete hier nach dem ersten erfolgreichen Überflug des Nordpols im Jahr 1926.
Heute ist Teller ein Inupiatdorf, dessen Bewohner vom Fischfang und von der Jagd abhängig sind.